# Джерф-эль-Ахмар
Джерф-эль-Ахмар — археологический памятник раннего неолита в Сирии. Находится на левом берегу среднего Евфрата. Поселение существовало в период 9600 — 8500 гг. до н. э. и относится к наиболее ранним поселениям неолита.
Джерф-эль-Ахмар расположен на двух холмах, отделённых друг от друга высохшим руслом реки (вади). На восточном холме обнаружено 9 слоёв. В течение пяти столетий в Джерф-эль-Ахмаре существовало поселение Мурейбетской культуры докерамического неолита A. Последнее из поселений на обоих холмах относится к переходному периоду к докерамическому неолиту B.